# Antrona Schieranco
Antrona Schieranco (Antrùna in dialetto ossolano) è un comune italiano di 395 abitanti della provincia del Verbano-Cusio-Ossola in Piemonte. Il comune nacque nel 1928 tramite la fusione dei due comuni preesistenti: Antronapiana e Schieranco.

## Geografica fisica
Il comune ossolano include nel suo territorio l'intera parte superiore della Valle Antrona, la vallata del torrente Ovesca, affluente di destra del fiume Toce, ed è dominato ad ovest dalle Alpi, spartiacque tra la val d'Ossola e il bacino del Rodano, con il Pizzo d'Andolla.
Il paese è un ottimo punto di partenza per escursioni verso i numerosi laghi situati nelle vicinanze. Formatosi in seguito alla frana del 1642, il lago di Antrona venne successivamente modificato nella sua morfologia per permettere il suo sfruttamento a fini idroelettrici. Sono inoltre presenti altri bacini artificiali che disegnano il paesaggio della parte più alta della valle: i laghi di Campliccioli, di Camposecco, Cingino e dei Cavalli. Nei pressi di quest'ultimo un gruppo di vecchie baite in pietra prende il nome di Cheggio, un tempo ricco alpeggio, ora riferimento escursionistico per il turismo in valle Antrona. Insieme a San Pietro, "La Madonna" e a Schieranco costituivano il soppresso comune le frazioni di Prabernardo e Locasca.
La parte alta del territorio comunale fa parte del parco naturale dell'Alta Valle Antrona.

## Storia
La presenza di insediamenti umani ad Antrona Piana è documentata a partire dal XIII e dal XIV secolo, ma vi sono indizi che fanno supporre origine più antiche. La sua particolare collocazione, situata sull'antica via che univa l'Ossola alla valle di Saas Via Lotharia o Via Lorena, nell'adiacente cantone svizzero del Vallese, ha fatto di Antrona Piana un centro importante fino al 1700, quando la sua popolazione giungeva a 1 650 abitanti.
Nel 1642 una frana di enormi proporzioni ebbe conseguenze anche sul paesaggio. Il distacco avvenne dal fianco del Monte Pozzuoli e travolse con un salto di mille metri una parte dell'abitato. Alcune cronache dell'epoca stimarono 95 vittime, altre 150; le case sepolte furono una quarantina. Ma le conseguenze non si limitarono a questo: la frana, ostruendo il corso del torrente Troncone, portò alla formazione del lago di Antrona. Nella sciagura venne distrutta anche la chiesa di San Lorenzo, appena costruita.

### Simboli
Lo stemma e il gonfalone del comune di Antrona Schieranco sono stati concessi con decreto del presidente della Repubblica del 16 ottobre 1950.
Il gonfalone è un drappo trinciato di bianco e di azzurro.

## Monumenti e luoghi d'interesse

### Architetture religiose
- Chiesa parrocchiale di San Lorenzo: costruita poco dopo la frana del 27 luglio 1642, quale ampliamento del piccolo oratorio di San Rocco risparmiato dalla frana. L'edificio è composto da tre navate divise da pilastri e coperte da volte a vela. Al delicato pronao, sul quale è incisa la data di ultimazione del tempio, 1685, si contrappone l'austerità della facciata. Di fianco alla chiesa si erge la torre campanara, la cui costruzione, iniziata nel 1653, terminò nel 1660. Nell'interno gli altari di legno dorato sono opera dello scultore e intagliatore locale Giulio Guaglio[8].
- Oratorio di San Bernardo: venne costruito in località Cheggio intorno al 1650, negli anni tra il 1702-1703 venne abbellita dallo scultore Giulio Guaglio.
- Oratorio di San Gottardo: venne edificato nel 1627 nella frazione di Rovesca, la facciata riporta un enorme ritratto di San Cristoforo risalente al 1669, nell'interno della chiesa l'altare, opera di Albasino da Vanzone, risale al 1740[8].
- Chiesa di San Pietro: situata nell'omonima frazione, capoluogo del soppresso comune di Schieranco. Anche questo edificio ha avuto origine da un evento calamitoso: nel 1640 un'alluvione aveva distrutto la chiesa precedente, costringendo gli abitanti alla costruzione di un nuovo edificio. La chiesa di San Pietro venne ultimata nel 1662. La facciata è composta da un rosone e un portale in stile romanico, opera dell'architetto Giannino Ferrini. Il perimetro del sagrato della chiesa è costeggiato dalle cappelle della Via Crucis con raffigurazioni ottocentesche.

## Società

### Evoluzione demografica
Abitanti censiti

## Economia
L'economia della valle è in prevalenza pastorale; l'unica attività industriale è quella idroelettrica, con la centrale idroelettrica di Rovesca e di Campliccioli. La varietà del paesaggio e la presenza di laghi di origine sia naturale che artificiale fanno del luogo un'interessante meta naturalistica.
In inverno un'importante risorsa economica sono gli sport invernali, con la pista di sci di fondo di Antronapiana e la piccola stazione sciistica di Cheggio, costituita da uno skilift e da due tapis roulant.

### Le miniere d'oro e d'argento
La fama del comune è stata in passato legata all'esistenza di filoni auriferi e argentiferi, sfruttati a partire dalla seconda metà del XVIII secolo e documentati dall'economista Melchiorre Gioia nei suoi studi statistico-economici sul dipartimento dell'Agogna. Le miniere rimasero in attività fino al 1946, gestite in concessione da compagnie inglesi e francesi fin dalla fine dell'Ottocento.

## Amministrazione
Di seguito è presentata una tabella relativa alle amministrazioni che si sono succedute in questo comune.
| Periodo        | Periodo        | Primo cittadino    | Partito                                         | Carica  | Note   |
| -------------- | -------------- | ------------------ | ----------------------------------------------- | ------- | ------ |
| 24 aprile 1995 | 14 giugno 1999 | Gino Frisa         | -                                               | Sindaco | [ 10 ] |
| 14 giugno 1999 | 14 giugno 2004 | Alessandro Zanelli | Lista civica                                    | Sindaco | [ 10 ] |
| 14 giugno 2004 | 8 giugno 2009  | Franco Borsotti    | Lista civica                                    | Sindaco | [ 10 ] |
| 8 giugno 2009  | 26 maggio 2014 | Claudio Simona     | Lista civica                                    | Sindaco | [ 10 ] |
| 26 maggio 2014 | 27 maggio 2019 | Claudio Simona     | Lista civica Insieme per la crescita di Antrona | Sindaco | [ 10 ] |
| 27 maggio 2019 | 9 giugno 2024  | Claudio Simona     | Lista civica Insieme per la crescita di Antrona | Sindaco | [ 10 ] |
| 9 giugno 2024  | in carica      | Franco Borsotti    | Lista civica - Antrona sviluppo e tradizione    | Sindaco | [ 10 ] |